# Essex Junction
Essex Junction ist ein Village in der Town Essex im Chittenden County des Bundesstaates Vermont in den Vereinigten Staaten  mit 10.590 Einwohnern (laut Volkszählung des Jahres 2020). Teile des Ortes, besonders die Mainstreet vom Bahnhof in die Innenstadt, sind im National Register of Historic Places aufgeführt.

## Geografie

### Geografische Lage
Essex Junction liegt im Südwesten des Chittenden Countys, in den Green Mountains. Der Winooski River trennt das Village von South Burlington und Willston. Im Norden befindet sich die Town Essex.

### Nachbargemeinden
Alle Entfernungen sind als Luftlinien zwischen den offiziellen Koordinaten der Orte aus der Volkszählung 2010 angegeben.
- Norden: Milton, 16 km
- Nordosten: Cambridge, 27 km
- Osten: Jericho, 9 km
- Südosten: Richmond, 13 km
- Süden: Willston, 7 km
- Südwesten: Shelburne, 18 km
- Westen: Winooski, 5,5 km
- Nordwesten: Colchester, 8 km

### Klima
|                       | Jan   | Feb   | Mär  | Apr  | Mai  | Jun  | Jul  | Aug  | Sep  | Okt  | Nov  | Dez  |   |       |
| Mittl. Tagesmax. (°C) | −3,0  | −2,0  | 3,0  | 11,0 | 18,0 | 23,0 | 26,0 | 25,0 | 20,0 | 13,0 | 6,0  | 0,0  | ⌀ | 11,7  |
| Mittl. Tagesmin. (°C) | −12,0 | −12,0 | −5,0 | 0,0  | 7,0  | 12,0 | 15,0 | 14,0 | 10,0 | 4,0  | −1,0 | −8,0 | ⌀ | 2,1   |
|                       |       |       |      |      |      |      |      |      |      |      |      |      |   |       |
| Niederschlag (mm)     | 48    | 41    | 54   | 61   | 77   | 87   | 98   | 90   | 87   | 79   | 69   | 51   | Σ | 842   |
|                       |       |       |      |      |      |      |      |      |      |      |      |      |   |       |
| Sonnenstunden (h/d)   | 9,8   | 11,0  | 12,5 | 14,0 | 15,4 | 16,1 | 15,7 | 14,5 | 13,0 | 11,4 | 10,1 | 9,5  | ⌀ | 12,8  |
|                       |       |       |      |      |      |      |      |      |      |      |      |      |   |       |
| Regentage (d)         | 14,8  | 11,7  | 12,2 | 13,1 | 15,0 | 14,4 | 13,7 | 13,3 | 12,1 | 14,2 | 13,8 | 15,2 | Σ | 163,5 |

| −12,0 |

| −12,0 |

| −5,0 |

| 0,0 |

| 7,0 |

| 12,0 |

| 15,0 |

| 14,0 |

| 10,0 |

| 4,0 |

| −1,0 |

| −8,0 |

| −12,0 |

| −12,0 |

| −5,0 |

| 0,0 |

| 7,0 |

| 12,0 |

| 15,0 |

| 14,0 |

| 10,0 |

| 4,0 |

| −1,0 |

| −8,0 |

Die mittlere Durchschnittstemperatur in Essex Junction liegt zwischen −7 °C im Januar und 21 °C im Juli. Damit ist der Ort gegenüber dem langjährigen Mittel der USA um etwa 8 Grad kühler.

## Geschichte

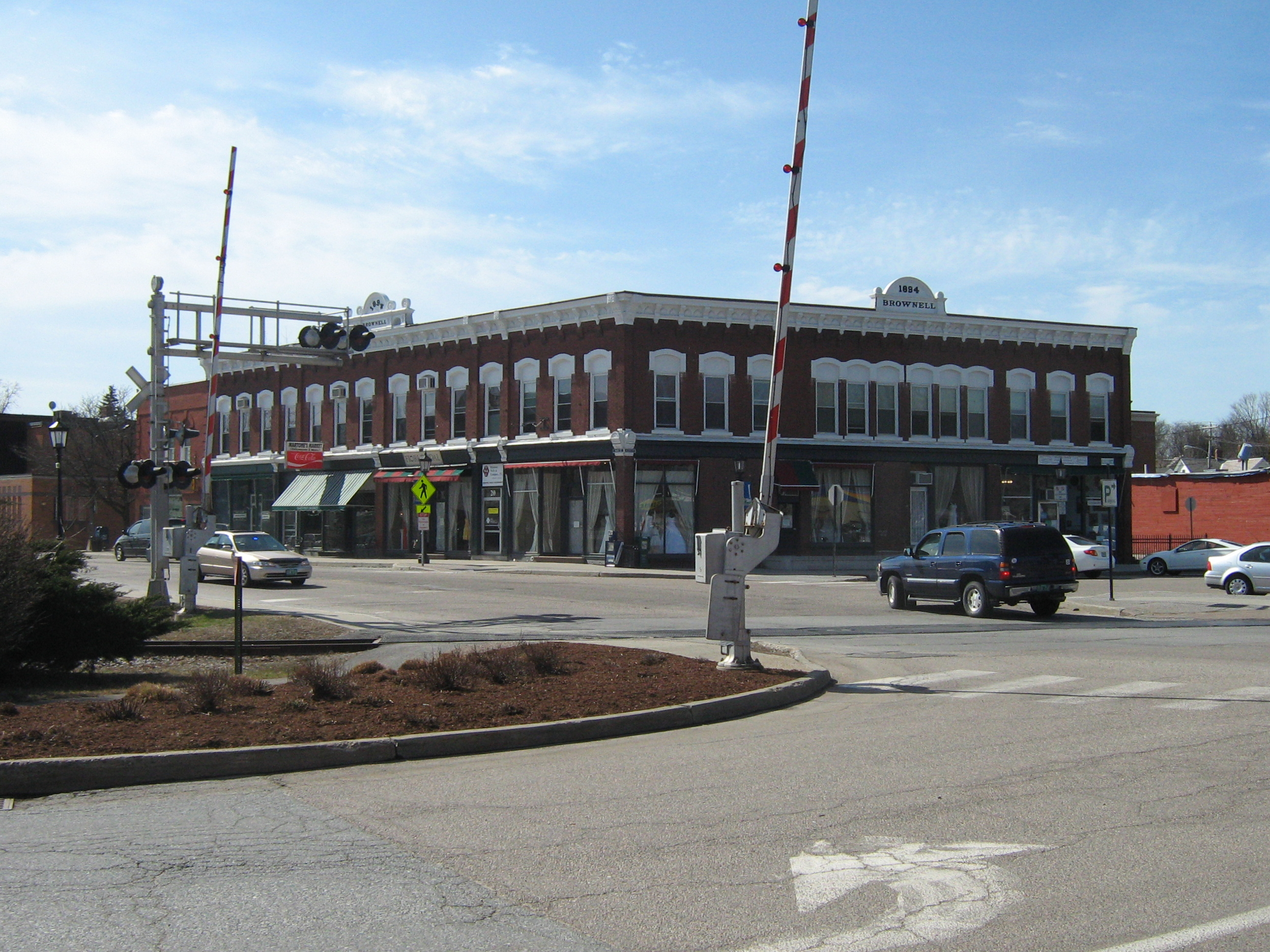
Nördliche Main Street
Gelistet im National Register of Historic Places

Es entstand als eine der Kernsiedlungen in der Gemeinde Essex und war zunächst als „Hubes Falls“, ab 1850 unter dem Namen „Painesville“ (nach dem Gouverneur Charles Paine) bekannt. Zu Beginn der 1850er Jahre wurden mehrere Bahnlinien durch Vermont gebaut. Die Bahnstrecke Windsor–Burlington war bereits 1849 fertiggestellt und ab 1851 zweigte in Painesville eine Strecke nach Rouses Point ab. 1877 wurde noch die Bahnstrecke Burlington–Cambridge Junction eröffnet, die ebenfalls diesen Knotenpunkt berührte. Die Schaffner der verschiedenen Linien riefen die Station als „Essex Junction“ („Knotenpunkt Essex“) aus, um die Fahrgäste auf die Umsteigemöglichkeiten hinzuweisen. Nach dem finanziellen Zusammenbruch Paines, der Betreiber einer dieser Bahnlinien war, wurde beim Neubau des Stationsgebäudes durch die neuen Besitzer dessen Name aus dem Bahnhofsschild entfernt und stattdessen „Essex Junction“ gewählt. Unter diesem Namen wurde auch der Ort bei den Reisenden bekannt. Bei der Ausrufung des Ortes als finanziell eigenverantwortliche Gemeinde (village) am 15. Oktober 1892 durch die Generalversammlung des Staates Vermont wurde er zum offiziellen Namen der Ortschaft bestimmt.
Mit der Verlegung einer 1913 gegründeten mehrtägigen Messe, der „Champlain Valley Exposition“, von Essex Center nach Essex Junction im Jahr 1922 wurde Essex Junction Teil des wirtschaftlichen Ballungsraums Burlington. Die Messe entwickelte sich zu einer zentralen Veranstaltung Vermonts, die bis heute existiert. Als 1953 im benachbarten Winooski, ebenfalls Teil des Ballungsraumes, bei der Schließung von Wollkämmereien rund 1.000 Arbeitsplätze verloren gingen, gründeten die betroffenen Ortschaften, darunter auch Essex Junction, eine gemeinsame Marketinggesellschaft, die für die Ansiedlung neuer Industrien im Ballungsraum sorgen sollte. Als Erfolg dieser Bestrebungen errichtete IBM ein Halbleiterwerk bei Essex Junction, das bis heute Mikrochips produziert und mit etwa 6.500 Arbeitsplätzen den größten Arbeitgeber Vermonts darstellt.
Seit den 1950er Jahren sind Bestrebungen zwischen Essex Junction und dem Umland erkennbar, die verwaltungstechnische Teilung der Samtgemeinde und ihres wirtschaftlichen Zentrums wieder aufzuheben. Dafür sind zeitgleiche positive Volksabstimmungen in beiden Verwaltungsbereichen notwendig. Eine erste derartige Abstimmung wurde 1958 ohne einheitliches Ergebnis durchgeführt. Seither wurden mehrere Abstimmungen veranlasst, die aber stets von einer der beiden Seiten abgelehnt wurden. Erst die Befragung vom 7. November 2006 erbrachte eine beidseitige Zustimmung für eine Zusammenlegung. Ein erfolgreiches Bürgerbegehren der Befürworter der Eigenständigkeit, das am 6. Dezember 2006 abgeschlossen wurde, erzwang einen erneuten Wahlgang, der am 23. Januar 2007 durchgeführt wurde, ergab wiederum eine Mehrheit für die Gegner der Verschmelzung, die daraufhin gekippt wurde. Im Juni 2011 stehen lediglich die Polizeibehörde und die Highschool unter einer gemeinsamen Verwaltung. Andere wichtige Einrichtungen wie die Feuerwehr, die Bibliothek und die Verwaltungen anderer Schulformen sind nach wie vor getrennt.

### Religion
Im Ort existieren zwei methodistische Gemeinden und eine Niederlassung der United Church of Christ.

### Einwohnerentwicklung
| Jahr      | 1900  | 1910  | 1920   | 1930  | 1940  | 1950  | 1960  | 1970  | 1980  | 1990  |
| --------- | ----- | ----- | ------ | ----- | ----- | ----- | ----- | ----- | ----- | ----- |
| Einwohner | 1.141 | 1.245 | 1.410  | 1.621 | 1.901 | 2.741 | 5.340 | 6.511 | 7.033 | 8.396 |
| Jahr      | 2000  | 2010  | 2020   | 2030  | 2040  | 2050  | 2060  | 2070  | 2080  | 2090  |
| Einwohner | 8.591 | 9.271 | 10.590 |       |       |       |       |       |       |       |

Volkszählungsergebnisse Essex Junction, Vermont

## Wirtschaft und Infrastruktur

### Verkehr
Der Ort ist auch heute, nach dem weitgehenden Niedergang der Eisenbahnen, ein wichtiger Schienenknoten für Vermont mit regelmäßigem Personenverkehr der Central Vermont Railroad und Vermont Railway; ebenso hält hier der Amtrak-Expresszug „The Vermonter“ auf seinem Weg von St. Albans nach Washington, D.C. Auch die übrigen Verkehrsanbindungen sind gut: Der Interstate 89 verläuft wenige Kilometer südlich der Stadt. Der Burlington International Airport liegt etwa vier Kilometer südwestlich des Ortes.

### Bildung
Essex gehört mit Westford zur Chittenden Central Supervisory Union.
In Essex gibt es zwei Schulbezirke, den Essex Town School District und den Essex Junction School District.
Der Essex Junction School District gehört zur Chittenden County Supervisory Union und umfasst die Essex High School, Summit Street School, Fleming School, Albert D. Lawton School, Hiawatha School, und das Center for Technology, Essex and Westford School.
Die Essex Free Library gehört zur Town Essex und befindet sich an der Browns River Road. In Essex Junction befindet sich die Brownell Library. Sie wurde im Jahr 1897 gegründet. Durch eine Spende des Geschäftsmanns Samul Brownell konnte in den 1920er Jahren ein neues Gebäude errichtet werden.

## Persönlichkeiten

### Söhne und Töchter der Stadt
- Brian Wood (* 1972), Comicautor, -zeichner und Grafikdesigner

### Persönlichkeiten, die vor Ort gewirkt haben
- Brian Dubie (* 1959), Politiker und Vizegouverneur von Vermont
- Guy W. Bailey (1876–1940), Politiker, Anwalt, Vermont Secretary of State und Präsident der University of Vermont